# Chorebus baeticus
Chorebus baeticus är en stekelart som beskrevs av Griffiths 1967. Chorebus baeticus ingår i släktet Chorebus och familjen bracksteklar. Inga underarter finns listade i Catalogue of Life.